# Jan Jacobsen
Jan Jacobsen (* 5. März 1963 in Gøvad, Silkeborg, Region Midtjylland) ist ein dänischer Bogenschütze.
Jacobsen nahm an den Olympischen Spielen 1988 in Seoul teil und wurde im Einzel 25. Mit der dänischen Mannschaft erreichte er Rang 11.
Er startete für den Silkeborg Idrætsforening Bueskyttelaug.
Sein größter Erfolg war der dritte Platz bei den Europameisterschaften 1988 in Jenesien.